# Камачо, Хуан
Хуан Родриго Камачо (исп. Juan Rodrigo Camacho; род. 4 июня 1959) — боливийский бегун-марафонец. Выступал на профессиональном уровне в середине 1980-х — начале 1990-х годов, член сборной Боливии на крупных международных стартах, бывший рекордсмен страны, участник трёх летних Олимпийских игр.

## Биография
Хуан Камачо родился 4 июня 1959 года.
Впервые заявил о себе в лёгкой атлетике на международном уровне в сезоне 1984 года, когда занял 17-е место на марафоне в нидерландском Масслёйсе, установив при этом свой личный рекорд (на то время — национальный рекорд Боливии) — 2:17:49, так и оставшийся непревзойдённым. Благодаря этому успешному выступлению удостоился права защищать честь страны на летних Олимпийских играх в Лос-Анджелесе — здесь в программе марафона показал время 2:21:04, расположившись в итоговом протоколе соревнований на 38-й строке.
В 1985 году представлял Боливию на Кубке мира по марафону в Хиросиме, с результатом 2:19:36 занял 81-е место в личном зачёте и вместе с соотечественниками показал 27-й результат командного зачёта.
В 1986 году бежал марафон на иберо-американском чемпионате в Севилье, с результатом 2:20:18	пришёл к финишу пятым.
Принимал участие в Олимпийских играх 1988 года в Сеуле, преодолел марафонскую дистанцию за 2:34:41 и занял итоговое 69-е место.
В 1992 году соревновался в марафоне на Олимпийских играх в Барселоне, на сей раз показал время 2:26:01 и занял 57-е место.
После барселонской Олимпиады Камачо больше не показывал сколько-нибудь значимых результатов в лёгкой атлетике на международной арене.